# 152 mm/53 Mod. 1926/1929
152 mm/53 Mod. 1926/1929 — 152-миллиметровое корабельное артиллерийское орудие, разработанное и производившееся в Италии. Состояло на вооружении Королевских ВМС Италии. Модель 1926 года была разработана компанией Ansaldo, модель 1929 года компанией  OTO. Различия между моделями были незначительны и касались наличия лейнеров и особенностей механизмов заряжания. К началу Второй мировой войны устарели, но широко использовались флотом. Применялись на лёгких крейсерах типов «Альберико да Барбиано», «Луиджи Кадорна», «Раймондо Монтекукколи», «Дюка д'Аоста». Как артиллерийская система, отличалась целым рядом серьёзных недостатков, значительно снижавшими боевой потенциал итальянских лёгких крейсеров. 
Дальнейшим развитием орудия стала пушка 152 mm/55 Mod. 1934/1936.